# Udea languidalis
Udea languidalis is een vlinder uit de familie van de grasmotten (Crambidae), uit de onderfamilie van de Spilomelinae. De wetenschappelijke naam van deze soort is voor het eerst voorgesteld als Botys languidalis door Eduard Friedrich Eversmann in een publicatie uit 1842.

## Verspreiding
De soort komt voor in Italië, Kroatië, Bosnië en Herzegovina, Servië, Noord-Macedonië, Albanië, Roemenië, Bulgarije, Griekenland (vasteland en Kreta), Cyprus, Oekraïne, Europees-Rusland, Turkije, Israël, Georgië, Armenië, Azerbeidzjan, Iran en Turkmenistan.

## Waardplanten
De rups leeft op Cerinthe minor (Boraginaceae).